# Iso-Sotka
Iso-Sotka är en kulle i Finland.   Den ligger i den ekonomiska regionen  Fjäll-Lappland  och landskapet Lappland, i den norra delen av landet, 800 km norr om huvudstaden Helsingfors. Toppen på Iso-Sotka är 318 meter över havet, eller 80 meter över den omgivande terrängen. Bredden vid basen är 2,6 km.
Terrängen runt Iso-Sotka är huvudsakligen platt. Trakten runt Iso-Sotka är nära nog obefolkad, med mindre än två invånare per kvadratkilometer.